# 李京元
李京元（1610年3月25日—1691年），字伯起，號翼明，福建漳州府平和縣侯山人，明朝、南明政治人物。

## 生平
李京元年少聰明，六歲時客居母家，舅父戲弄他命其破題，他回答：「孩提之童無不知愛其親也。」客人都歎服，崇禎六年（1633年）己卯科福建鄉試舉人，十年（1637年）丁丑科進士，先在禮部觀政，十一年（1638年）二月獲授江西新昌知縣，革除當地常規與宿弊，審案料事如神，為陳監生被誣陷昭雪，又有鄰人構訟，得知李京元將赴郡，會經過其居舍，於是自毀房屋等待停輿，他問：「毀於何時？」對方回答：「數日了。」他說：「昨夜剛下雨，為何瓦牀不是濕透？」斥責那人誣陷。十三年考察去職，十五年補江西布政司照磨，之後他復起為廣西慶遠推官，丁憂歸。弘光元年（1645年）起補江西廣信府推官。隆武年間陞戶部浙江司郎中，辭官回鄉，康熙三十年（1691年）在家去世，享年八十二歲。

## 家族
曾祖李能香，貢元、雷州通判；祖父李存愷，增廣生；父李志尹，庠生。

## 引用
1. 1 2  康熙《平和縣志·卷九·人物志》：李京元，字伯起，號翼皇【明】，世居侯山，有夙慧，甫六歲客母家舅氏以人少，則慕句戲命破題，則應聲曰：「孩提之童無不知愛其親也。」坐客歎服；崇禎丁丑成進士授江西新昌令，至則革除常規、釐剔宿弊，審斷如神，有陳監生家累巨萬，或因傭耕者病死，誣生之佃併以及生，京元察而免之，又有鄰舍構訟者，聞京元將赴郡道出舍旁，乃自毀屋以待停輿，問曰：「毀于何時？」曰：「數日矣。」京元曰：「昨夜新雨，瓦牀不濕，何耶？」立責其誣，其發奸摘伏類如此，後復起授慶遠推官，年八十有二卒于家。
2. 1 2  《崇禎十年丁丑科進士三代履歷》：李京元，曾祖能昋，貢元、雷州府判；祖存愷，增生；父志尹，庠生。翼明，易四房，庚戌三月初一日生，平和縣人，癸酉四十名，會一百七十五名，三甲一百四十名，禮部觀政，戊寅二月授江西新昌知縣，己卯本省同考，庚辰考察，壬午補江西布政司炤磨，升廣西庆远府推官，丁憂，乙酉起補广信府推官。
3. ↑  錢海岳《南明史·卷四十三·列傳第十九》：（隆武）時戶部司官：……李京元，字伯起，平和人。崇禎十年進士。授新昌知縣，雪陳監生之誣。歷慶遠推官、浙江司郎中。歸卒，年八十二。